# Saint-Genis, Hautes-Alpes
Saint-Genis är en kommun i departementet Hautes-Alpes i regionen Provence-Alpes-Côte d'Azur i sydöstra Frankrike. Kommunen ligger  i kantonen Serres som ligger i arrondissementet Gap. År 2018 hade Saint-Genis 54 invånare.

## Befolkningsutveckling
Antalet invånare i kommunen Saint-Genis
Referens:INSEE